# José Cid
José Cid – nom de scène de José Albano Cid de Ferreira Tavares – né le 4 février 1942 à Chamusca (Ribatejo) est un musicien, chanteur, compositeur et réalisateur artistique portugais d’inspiration à la fois libertaire et monarchiste. 
Il est célèbre pour avoir introduit le rock progressif au Portugal, et a été membre de plusieurs groupes populaires dans le monde lusophone, parmi lesquels Quarteto 1111, aux influences symphoniques et psychédéliques marquées, ou encore Green Windows, tout en menant en parallèle une carrière solo.

## Biographie
Troisième fils de Francisco Albano Coutinho Ferreira Tavares, il quitte son village natal avec ses parents et ses deux sœurs aînées pour Mogofores, près d'Anadia, à l’âge de onze ans. Il commence sa carrière musicale en 1956 avec la fondation du groupe « Os Babies », et compose sa première chanson, fortement teintée de jazz, Andorinha, à l’âge de dix-sept ans.
En 1960, à Coimbra, il intègre le groupe « Conjunto Orfeão » aux côtés de José Niza, Proença de Carvalho et Rui Ressurreição ainsi que le groupe surf-rock « Os Claves ». Il se marie trois ans plus tard avec Emília Infante da Câmara Pedroso, en l’église Saint-Antoine d’Estoril, station balnéaire à la mode aux portes de Lisbonne. Sa fille Ana Sofia Infante Pedroso Cid naît à Lisbonne quelques mois plus tard. En 1965, il quitte Coimbra, où il étudie à la faculté de droit, sans terminer sa première année, et pose ses valises à Lisbonne, où il intègre l’institut national d’éducation physique. Il y rencontre ceux qui deviendront ses amis et partenaires au sein du groupe Quarteto 1111, appelé à jouer un grand rôle dans l’histoire du rock lusophone comme pionnier du rock symphonique et du rock progressif. 

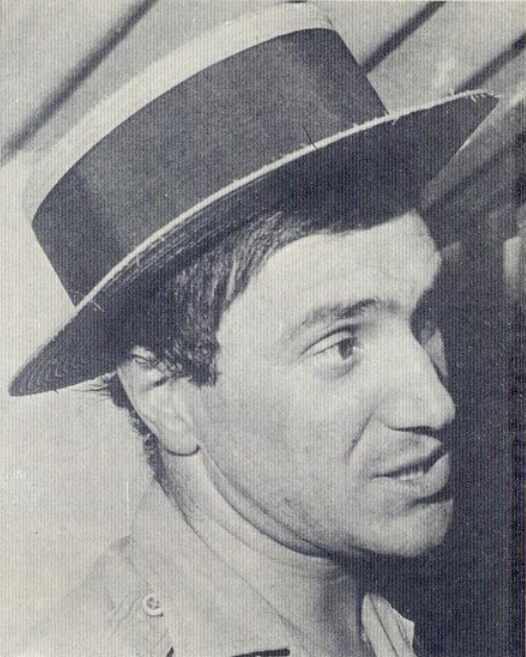
José Cid lors d'une interview à la revue Eva en 1977.

En 1968, il est appelé sous les drapeaux pour son service militaire. Il reste officier milicien dans la Force aérienne portugaise, au centre de formation militaire et technique d’Ota. Sa vie se partage entre cours de gymnastique le matin, activités techniques et répétitions avec les membres de Quarteto 1111 les week-ends. Il sort en parallèle un premier disque solo, « Lisboa Camarada » en 1969, lequel est interdit par la censure. 
Le premier album de Quarteto 1111, « Lenda de El-Rei D. Sebastião » édité en 1971, se heurte également à la censure. En mai de cette même année sort son premier album solo, intitulé sobrement « José Cid », avec des pistes telles que « Dom Fulano », « Lisboa ano 3000 » et « Não Convém », et, dans la foulée, un EP intitulé « Lisboa perto e longe » comprenant les morceaux « Dida », « Dona Feia, velha e louca » et  « Zé ninguém », écrit en collaboration, notamment, avec la poétesse Natália Correia. Au mois d’août, José Cid se produit avec Quarteto 1111 au cours d’un concert mémorable à Vilar de Mouros. Au mois d’août 1972, sort un nouvel EP comprenant les morceaux restés célèbres « Camarada », « Retrospectiva » et « Viagem ». Le groupe Green Windows se forme en 1972, avec un son plus commercial, inspiré des groupes britanniques à la mode. En 1975, José Cid sort « Ontem, hoje e amanhã », un de ses morceaux les plus connus, qui rencontre un écho jusqu’au Japon, où il est récompensé au Festival Yamaha de Tokyo. Plusieurs singles sont produits cette même année, comme « Portugal É ! » et « A Festa do Zé ». En 1977, José Cid rejoint le groupe Cid, Scarpa, Carrapa & Nabo, qui réunit  Guilherme Inês, José Moz Carrapa e Zé Nabo. S’ensuit la sortie d’un EP, « Vida (Sons do Quotidiano) », et d’une chanson qui rencontre rapidement le succès, « Mosca super-star ». 

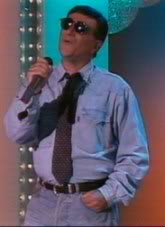
José Cid dans les années 1990.

1978 voit la sortie de l’album « 10.000 anos depois entre Vénus e Marte », opéra-rock « spatial » teinté de mysticisme. Passé relativement inaperçu dans son pays d’origine, il acquiert paradoxalement une reconnaissance internationale, au point d’être classé parmi les 100 meilleurs albums de rock progressif au monde par le magazine américain Billboard. L’album  « José Cid canta Coisas Suas », enregistré l’année suivante, inclut des chansons restées très populaires dans le pays, telles que « Na cabana junto a praia », « A pouco a pouco » ou « Olinda a cigana ». José Cid interprète d’ailleurs « Na cabana junto a praia » lors de l’édition 1979 du OTI Festival et se hisse en troisième position. En 1980, il remporte le Festival RTP de la chanson avec le titre « Um grande, grande amor » et atteint la 7ème place au Concours Eurovision de la chanson. Dans la foulée, il enregistre en anglais un album, « My Music », présenté au Midem de Cannes, et parvient à se faire une place sur les marchés australien, jouant en compagnie de Men at Work, et sud-africain. En 1985, il participe au concert de solidarité avec le Mozambique, « Abraço a Moçambique ». Quelques mois plus tard, il sort les singles « Noites de luar », « Sonhador » et « Saudades de ti ». L’année suivante, l’album « Xi-Coração » comprend les titres « Velho Moinho » et « Chovia em Paris ». En 1987, il surprend son public avec la sortie d’un album où il interprète des fados, « Fado de sempre », et produit avec le groupe Quarteto 1111 un nouveau single, « Memo/Os Rios Nasceram Nossos ». En 1992, après la sortie d’un album de reprises de ses plus grands succès, sort « Camões, as descobertas...e nós », qui réunit José Cid et plusieurs autres stars portugaises, parmi lesquelles Pedro Caldeira Cabral, António Pinto Basto, Rita Guerra, Jorge Palma, Carlos do Carmo et Paulo Bragança. 
En 1994, l’album « Vendedor de Sonhos », produit par Rui Vaz, comprend des titres passés depuis à la postérité comme « Mudança » ou « Não tenho lágrimas ». Il s’accompagne également d’une polémique, ayant posé nu en couverture d’un magazine, comme Michel Polnareff vingt ans plus tôt, avec son disque d’or cachant ses parties intimes. Il entendait ainsi dénoncer le peu d’intérêt des médias pour les interprètes lusophones, au profit des interprètes étrangers, en particulier anglo-saxons. Il sort en 1996 l’album « Pelos direitos do homem », dédié à la cause de l’indépendance du Timor-Oriental. En l’an 2000, il écrit son autobiographie, « Tantos anos de poesia ». Le disque « De surpresa » sort à la fin de l’année 2001. Le chanteur angolais Waldemar Bastos y interprète une version revisitée de « Lisboa perto e longe » et plusieurs chanteurs portugais participent également à cet album, tels Vitorino, Paulo de Carvalho, Carlos Moisés, Nuno Barroso et José Gonçalo. Trois des titres de cet album sont chantés en anglais, et ont été produits en 1999 par Robert Nargassams à Boston. En 2011, il sort un nouvel album comprenant quatorze chanson originales, intitulé « Quem Tem Medo de Baladas ». Le 1er septembre 2013, il se marie aux Caraïbes avec Gabriela Carrascalão, journaliste, femme politique et peintre timoraise.

## Participations
C'est l'artiste portugais qui a participé le plus grand nombre de fois au Festival RTP de la chanson et qui a atteint la 7ème place du podium de l'Eurovision en 1980 pour le Portugal, comme Carlos Mendes en 1972, avant que Lúcia Moniz atteigne la 6ème place en 1996.
- 1968 : Balada para D. Inês
- 1974 : Uma hora que te dei
- 1978 : O Meu piano chanson qui a fait connaître José Cid.
- 1980 : Um Grande Amor (Eurovision 1980).
- 1993 : O Poeta
- 1995 : Plural
- 1996 : Ganhamos O Ceu
- 1998 : Se eu te pudesse abraçar (Eurovision 1998)
- 2012 : Cantigas da Lua

## Discographie
José Cid possède une discographie très variée, considérée comme la plus longue de l'histoire de la musique portugaise.

### Avec Quarteto 1111
- A Lenda de El-Rei D.Sebastião (1967)
- Balada para D. Inês (1967)
- Meu Irmão / Ababilah (1968)
- Dona Vitória (1968)
- Nas Terras do Fim do Mundo / Bissaide (1969)
- Génese / Os Monstros Sagrados (1969)
- Todo o Mundo e Ninguém / É Tempo de Pensar em Termos de Futuro (1970)
- Back to the Country / Everybody Needs Love, Peace and Food (1970)
- Domingo em Bidonville (1970)
- Quarteto 1111 (1970)
- Ode to the Beatles / 1111 (1971)
- Sabor a Povo / Uma Nova Maneira de Encarar o Mundo (1972)
- Bruma Azul do Desejado (1973)
- Onde, Quando, Como, Porquê, Cantamos Pessoas Vivas (1974)
- Antologia da Música Popular Portuguesa (1981)
- Memo / Os Rios Nasceram Nossos (1987)
- A Lenda Do Quarteto 1111 (1993)
- A Lenda De El-Rei D. Sebastião - Colecção Caravela (1996)

### Avec Green Windows
- Twenty Years/The Story Of A Man (1973)
- Imagens/Doce e Fácil Reino do Blá, Blá, Blá (1974)
- No dia em que o rei fez anos (1974)
- Quadras Populares/Ana Karen (1975)
- Os Grandes Êxitos dos Green Windows (1977)

### En solo
- José Cid (1971)
- Dom Fulano (1971)
- Lisboa Perto e Longe (1972)
- História Verdadeira de Natal (1972)
- Camarada (1972)
- Olá Vampiro Bom (1973)
- A Rosa Que Te Dei (1974)
- Portugal, É!... (1975)
- A Festa Do Zé (1975)
- Ontem, Hoje e Amanhã (1976)
- Vida (Sons do Quotidiano) (1977)
- Tia Anita (1977)
- A Anita Não É Bonita (1977)
- Romântico Mas Não Trôpego (1977)
- 10.000 Anos depois entre Vénus e Marte (1978)
- O Meu Piano/Aqui Fica Uma Canção (1978)
- Minha Música (1978)
- Porquê (1978)
- Largo Do Coreto (1978)
- Aqui Fica Uma Canção (1978)
- José Cid Canta Coisas Suas (1979)
- My Music (1980)

- Um grande, grande amor (1980)
- Os Grandes Êxitos De... (1980)

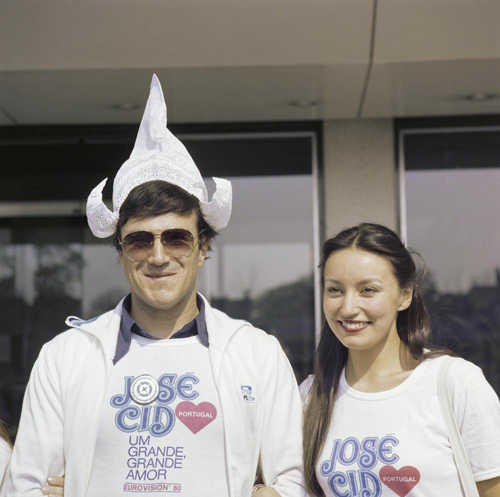
José Cid représente son pays à l'Eurovision en 1980.

- Um Rock Dos Bons Velhos Tempos (1981)
- Antologia Portuguesa 6 (1981)
- Morrer De Amor Por Ti (1981)
- Grandes Êxitos Nº 2 (1981)
- Como O Macaco Gosta De Banana (1982)
- Magia (1982)
- Amar Como Jesus Amou (1983)
- Portuguesa Bonita (1983)
- Moura Encantada (1984)
- Noites de Luar (1985)
- Saudades De Ti (1985)
- Xi-Coração (1986)
- Fado de Sempre (1987)
- Uh! Au! Lobo Mau (1987)
- Cai Neve Em Nova York (1988)
- O Melhor de (1990)
- De Par Em Par (1991)
- Camões, As Descobertas... E Nós (1992)
- Vendedor de Sonhos (1994)
- Pelos Direitos do Homem (1996)
- Nunca Mais É Sexta Feira !... (1996)

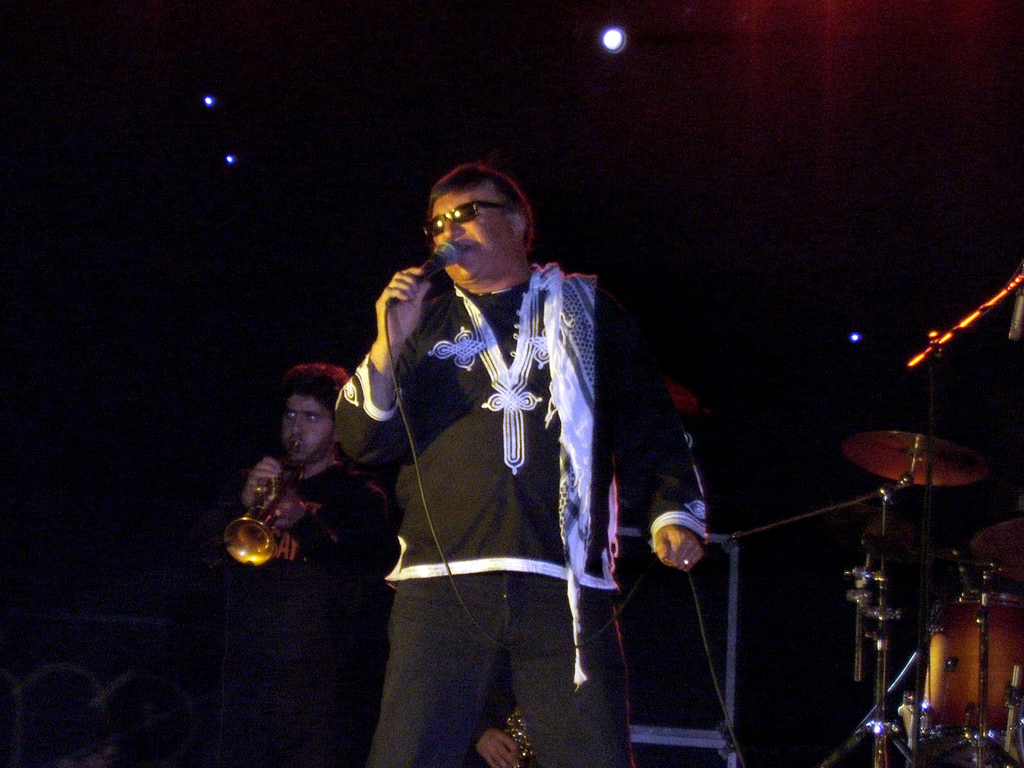
José Cid en concert en 2007.

- Ode a Frederico Garcia Lorca (1998)
- Cais Sodré (1999)
- Entre Margens (1999)
- De Surpresa (2002)
- Antologia - Nasci p'ra música (2003)
- A Arte e a Música (2004)
- Baladas da minha vida (2006)
- Antologia II (2006)
- Pop Rock & Vice Versa (2007)
- Coisas do Amor e do Mar (2009)
- Quem Tem Medo de Baladas (2011)

## Citations
José Cid est très célèbre pour ses citations jugées provocatrices.
- «Le Dernier album de Madonna est une merde !» (O último álbum da Madonna é um cagalhão !) en 2006.
- «Si Rui Veloso est le père du Rock portugais alors moi je suis la mère.» (Se o Rui Veloso é o pai do rock português, eu sou a mãe !) en 2007.
- «Moi, je ne suis pas un chanteur romantique, car les chanteurs romantiques ont mauvaise haleine et ont un petit pénis !» (Eu raramente sou um cantor romântico, os cantores românticos tem mau hálito e pila pequena !) en 2007.